# Премія Спінози
Пре́мія Спіно́зи (нід. Spinozapremie) — наукова нагорода, яку щорічно присуджує урядова Нідерландська організація наукових досліджень. Премію у формі гранту присуджують у Нідерландах дослідникам, які серед найкращих у своїй галузі. Вручається з 1995 року. У період з 2009 по 2022 рік розмір винагороди становив 2,5 мільйона євро. У 2022 році максимальну кількість лауреатів зменшили з максимум чотирьох до максимум двох. Нагороду названо на честь нідерландського філософа, науковця, політичного та релігійного мислителя Бенедикта Спінози. Її ще називають «Нідерландською нобелівською премією».

## Лауреати
- 1995 — Франк Гросвельд[en], Едвард Ван ден Гейвель[en],  Герард 'т Гофт,  Фріц ван Остром[en]
- 1996 — Йоган ван Бентем[en], Петер Ніджкамп[en], Георг Савацкі[en]
- 1997 — Фредерік Кортландт, Герберт Пінедо[de], Рутгер ван Сантен[de]
- 1998 — Ян Хоеймейкерс[de], Хендрік Ленстра[en],  Пітер Муйскен[de]
- 1999 — Карло Бенаккер[en], Рене де Борст[en], Енн Катлер[en], Рональд Пластерк[en]
- 2000 — Евіна ван Дісхук, Даан Френкель, Дірк'є Постма[de]
- 2001 — Доррет Боомсма[en], Ганс Клеверс, Берт Меєр[en], Ганс Ерлеманс[en]
- 2002 — Генк Барендрегт, Ельс Гульмі[en], Ад Лагендейк[en], Фріц Розендаль[de]
- 2003 — Ленс Бовенберг[en], Корнеліс Деккер, Робберт Дейкграаф, Ян Луйтен ван Занден[de]
- 2004 — Яап Сінінхе Дамсте[de],  Бернард Ферінга, Марінус ван Фйзендорн[en], Міхель ван дер Кліс[en]
- 2005 — Рене Бернардс[en], Пітер Хагорт [de], Детлеф Лозе, Александер Схрейвер[en]
- 2006 — Йозін Бенцінг[en], Карл Фідгор[de], Бен Шерес[de], Ян Заанен[en]
- 2007 — Дейрдра Кертін[en], Марсель Діке[de], Лео Кувенговен[de], Віл Робрукс[en]
- 2008 — Марйо ван дер Кнап[en], Юп Лірссен[en], Тео Расінг[en][9], Віллем де Вос[en]
- 2009 — Альбер ван ден Берґ[en], Мішель Феррарі[en], Мартен Схеффер[en]
- 2010 — Наомі Еллемерс[en], Марійн Франкс[en], Піт Грос[en], Інеке Слуйтер[en]
- 2011 — Гейно Фальке, Патті Валкенбург[en], Ерік Верлінде
- 2012 — Майк Єттен[en], Ieke Moerdijk[en], Еннмарі Мол[en], Alexander Tielens[en]
- 2013 — Михайло Кацнельсон[en], Пік Фоссен[en], Берт Векгуйзен[en]
- 2014 — Дірк Баумістер[en], Корінн Гофман[en], Марк ван Лусдрехт[en], Теуніс Піерсма[en]
- 2015 — Рене Янссен[en], Біргіт Майєр[en], Аад ван дер Ваарт[en], Циска Війменга[en]
- 2016 — Вільгельм Гук[de], Лоді Наута[de], Міхай Нетеа[de],  Барт ван Віз[de]
- 2017 — Евелін Кроне[en], Альберт Гек[en], Мішель Орріт[en], Александер ван Ауденарден[en]
- 2018 — Анна Ахманова[en], Карстен ву Дре[en], Джон ван дер Ост[de], Марілін Догтером[en]
- 2019 — Бас ван Бавель[en], Рональд Гансон[en], Аміна Хельмі[en], Іветт ван Койк[de]
- 2020 — Нінке Деккер[de], Ян ван Гест[en], Пауліна Кляйнґельд[de], Жак Неф’єс[en]
- 2021 — Хосе ван Дейк[en], Марк Копер[de], Лівен Вандерсипен[de], Марія Язданбахш[de]
- 2022 — Тея Гілгорст[de], Клаас Ландсман[de], Корне Пітерс[de], Ігнас Снеллен[de]